# Саяма (Сайтама)

35°51′11″ пн. ш. 139°24′44″ сх. д. / 35.85306° пн. ш. 139.41222° сх. д.
Сая́ма (яп. 狭山市, さやまし, МФА: [saijama ɕi̥]) — місто в Японії, в префектурі Сайтама.

## Короткі відомості
Розташоване в південній частині префектури, в середньому басейні річки Ірума. Виникло на початку 17 століття на основі сільського поселення. Основою економіки є харчова промисловість, машинобудування, виробництво саямського чаю. Станом на 1 жовтня 2008 площа міста становила 49,04 км². Станом на 1 січня 2009 населення міста становило 156 169 осіб.

## Міста-побратими
- Tongyeong, Південна Корея (1973)
- Ханчжоу, КНР (1996)
- Цунан, Японія (1997)
- Worthington, США (1999)